# Malans (Haute-Saône)
Malans ist eine Gemeinde im französischen Département Haute-Saône in der Region Bourgogne-Franche-Comté.

## Geographie
Malans liegt auf einer Höhe von 205 m über dem Meeresspiegel, drei Kilometer südöstlich von Pesmes und etwa 33 Kilometer westlich der Stadt Besançon (Luftlinie). Das Dorf erstreckt sich im Süden des Départements, leicht erhöht am nördlichen Rand der Talebene des Ognon, nördlich des Höhenzugs des Massif de la Serre.
Die Fläche des 6,75 km² großen Gemeindegebiets umfasst einen Abschnitt des unteren Ognon-Tals. Die südliche Grenze verläuft meist entlang dem Ognon. Dieser fließt hier mit mehreren Windungen nach Westen durch eine Alluvialebene, die eine Breite von ungefähr drei Kilometern aufweist und durchschnittlich auf 195 m liegt. Sie wird überwiegend landwirtschaftlich genutzt. Vom Flusslauf erstreckt sich das Gemeindeareal nordwärts über die Talebene und einen sanft ansteigenden Hang auf die angrenzende, leicht gewellte Hochfläche. Diese Anhöhen sind aus tertiären Sedimenten aufgebaut. Mit 280 m wird auf dem Rücken von Le Chânoy die höchste Erhebung von Malans erreicht. Nach Norden reicht der Gemeindeboden bis zum Waldgebiet des Bois du Gâtis.
Nachbargemeinden von Malans sind Pesmes im Norden, Bard-lès-Pesmes und Bresilley im Osten, Thervay im Süden sowie Dammartin-Marpain im Westen.

## Geschichte
Im Mittelalter gehörte Malans zur Freigrafschaft Burgund und darin zum Gebiet des Bailliage d’Amont. Die lokale Herrschaft hatten die Herren von Pesmes inne. Die Dorfkirche wurde im Jahr 1153 vom Papst dem Kloster Saint-Germain in Auxerre bestätigt. Im 13. Jahrhundert wurde hier ein Spital gegründet. Zusammen mit der Franche-Comté gelangte Malans mit dem Frieden von Nimwegen 1678 definitiv an Frankreich. Heute ist Malans Mitglied des 18 Ortschaften umfassenden Gemeindeverbandes Communauté de communes du Val de Pesmes.

## Sehenswürdigkeiten

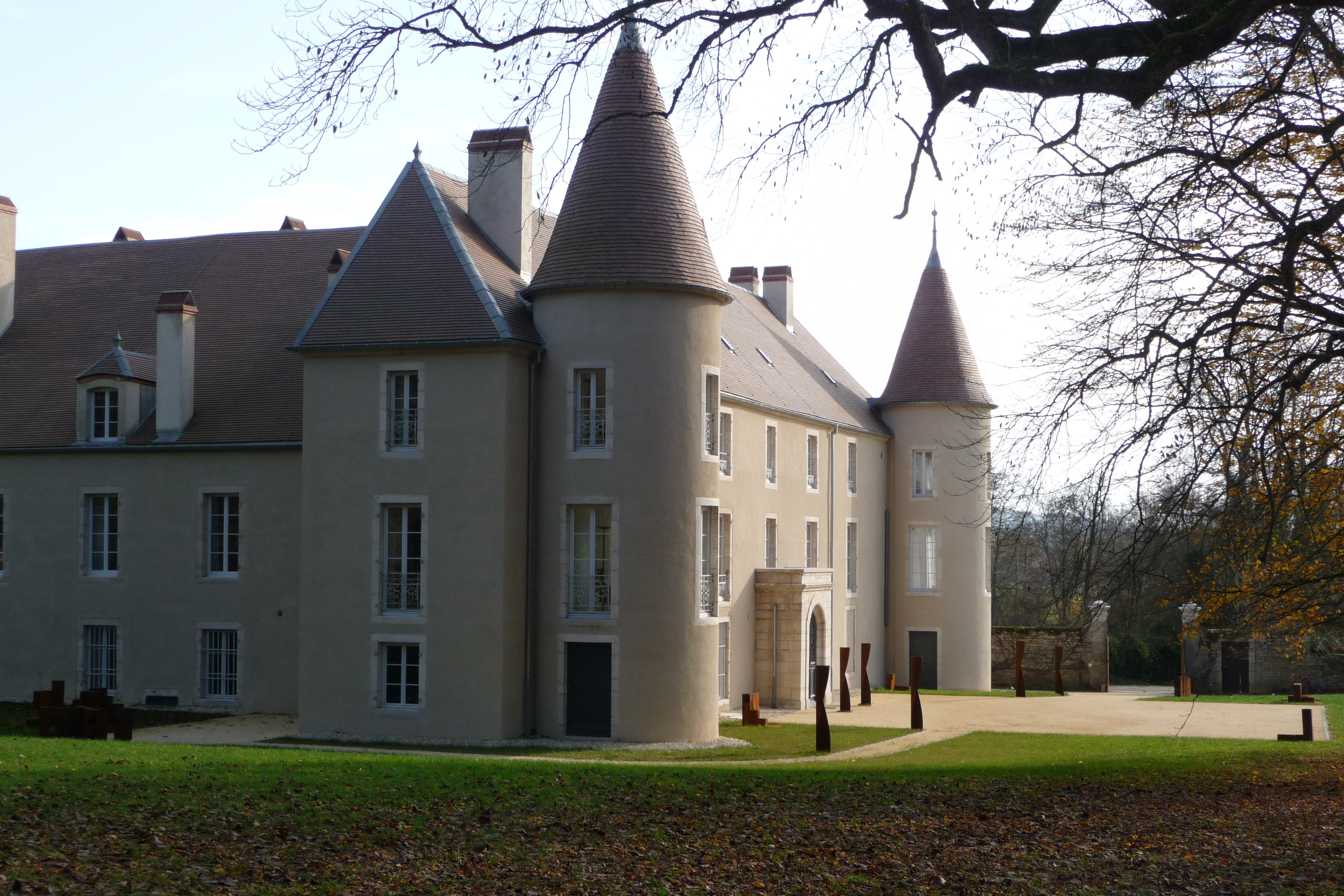
Château Sainte-Marie

Die Kirche Saint-Laurent, die ursprünglich auf einen Bau aus dem 12. Jahrhundert zurückgeht, wurde im 19. Jahrhundert auf dem Grundriss eines lateinischen Kreuzes neu erbaut. Sie besitzt eine reiche Innenausstattung, darunter Steinskulpturen und Holzstatuen aus dem 16. Jahrhundert, eine reich skulptierte Kanzel und Gemälde aus dem 18. Jahrhundert.
Westlich des Dorfes stehen zwei Schlösser. Das Château de Malans aus dem 16. Jahrhundert wurde im 19. Jahrhundert umfassend restauriert und verändert. Etwas jüngeren Datums ist das zweite Schloss, das Château Sainte Marie vom Anfang des 19. Jahrhunderts (erbaut durch den Erfinder des Dampfschiffes, Claude-François-Dorothée, marquis de Jouffroy d’Abbans). In seinem Park befindet sich eine Sammlung mit über 50 konzeptuellen und konkreten Monumental-Skulpturen. An den Park anschließend, haben im Herbst 2012 die Gemeinde Malans und der Verein Association Ile Art mit der Ile Art Malans einen weiteren Skulpturenpark eingerichtet.

## Bevölkerung
| Jahr                       | 1962 | 1968 | 1975 | 1982 | 1990 | 1999 | 2007 |
| Einwohner                  | 142  | 148  | 126  | 153  | 125  | 121  | 127  |
| Quellen: Cassini und INSEE |      |      |      |      |      |      |      |

Mit 136 Einwohnern (1. Januar 2022) gehört Malans zu den kleinsten Gemeinden des Département Haute-Saône. Nachdem die Einwohnerzahl in der ersten Hälfte des 20. Jahrhunderts deutlich abgenommen hatte (1886 wurden noch 402 Personen gezählt), wurden in den letzten Jahrzehnten nur noch relativ geringe Schwankungen verzeichnet.

## Wirtschaft und Infrastruktur
Malans war bis weit ins 20. Jahrhundert hinein ein vorwiegend durch die Landwirtschaft (Ackerbau, Obstbau und Viehzucht) geprägtes Dorf. Heute gibt es einige Betriebe des lokalen Kleingewerbes. In den letzten Jahrzehnten hat sich das Dorf zu einer Wohngemeinde gewandelt. Viele Erwerbstätige sind deshalb Wegpendler, die in den größeren Ortschaften der Umgebung und in der Agglomeration Besançon ihrer Arbeit nachgehen.
Die Ortschaft liegt abseits der größeren Durchgangsachsen an einer Departementsstraße, die von Pesmes nach Thervay führt. Der nächste Anschluss an die Autobahn A36 befindet sich in einer Entfernung von ungefähr 14 km. Weitere Straßenverbindungen bestehen mit Bresilley und Bard-lès-Pesmes.